# Tamara Hardie
Tamara Norma Hardie (Tandil, Buenos Aires, Argentina; 20 de mayo de 1997) es una futbolista argentina. Juega de delantera en Racing Club de la Primera División A de Argentina.

## Trayectoria

### Inicios
Juega al fútbol desde niña, comenzó viajando a Mar del Plata para jugar en torneos bonaerenses, luego practicó fútbol 8 en la ciudad de Azul en un equipo llamado "Galáctica" dirigido por Mauricio Sequeira y Ezequiel Barroso (hermano de la futbolista Agustina Barroso). En 2015 fue parte de la Selección de Tandil y su equipo logró el sexto puesto en la Copa Gesell.
Desde 2016 formó parte de Juventud Unida de Tandil, año en el que fue sub-campeona y goleadora del torneo y en diciembre del mismo año fue condecorada como "Mejor futbolista del año" de Affeba Mar del Plata.

### UAI Urquiza
En julio de 2020, luego de sus destacadas actuaciones en la Liga Tandilense, el Furgonero decide hacerse con sus servicios. En diciembre de 2022 se informó que se desvincularía del club el 31 de diciembre de susodicho año, fecha de finalización de su contrato.

### Racing Club
En enero de 2023 se oficializa como refuerzo de La Academia.

## Estadísticas

### Clubes
| Club                     | País      | Año             |
| ------------------------ | --------- | --------------- |
| Juventud Unida de Tandil | Argentina | 2016 - 2020     |
| UAI Urquiza              | Argentina | 2020 - 2022     |
| Racing Club              | Argentina | 2023 - presente |